# Králův potok
Králův potok je vodní tok protékající Mořkovem ve směru od jihu k severu. Pramení jižně od obce na úpatí Huštýna a vlévá se v severních partiích obce do řeky Jičínky. V průběhu toku se do potoka postupně (ve směru jeho toku) vlévá z významnějších přítoků Papakův a Mlýnský potok (oba zprava). Během svého toku též podchází železniční trať číslo 323, která spojuje Ostravu s Valašským Meziříčím. Potok byl vodním tokem, kolem něhož vznikala obec Mořkov.